# Staniměřice
Staniměřice (německy Stanimierschitz) jsou malá vesnice, část města Mladá Vožice v okrese Tábor v Jihočeském kraji. Nachází se asi čtyři kilometry východně od Mladé Vožice. Prochází zde silnice II/124. Staniměřice leží v katastrálním území Janov u Mladé Vožice o výměře 6,02 km².

## Historie
První písemná zmínka o vesnici pochází z roku 1318.

## Obyvatelstvo
| Rok            | 1869 | 1880 | 1890 | 1900 | 1910 | 1921 | 1930 | 1950 | 1961 | 1970 | 1980 | 1991 | 2001 | 2011 | 2021 |
| -------------- | ---- | ---- | ---- | ---- | ---- | ---- | ---- | ---- | ---- | ---- | ---- | ---- | ---- | ---- | ---- |
| Počet obyvatel | 83   | 65   | 68   | 75   | 63   | 51   | 66   | 43   | 28   | 24   | 14   | 13   | 12   | 12   | 7    |
| Počet domů     | 13   | 12   | 13   | 13   | 11   | 11   | 12   | 12   | 7    | 7    | 6    | 8    | 8    | 8    | 8    |

## Obecní správa
Při sčítání lidu v letech 1850–1975 Staniměřice byly osadou obce Janov, se kterým patřily nejprve do okresu Tábor, ale v roce 1950 v okrese Votice a od roku 1960 opět v okrese Tábor. Od 1. července 1975 jsou částí města Mladá Vožice v okrese Tábor.

## Galerie

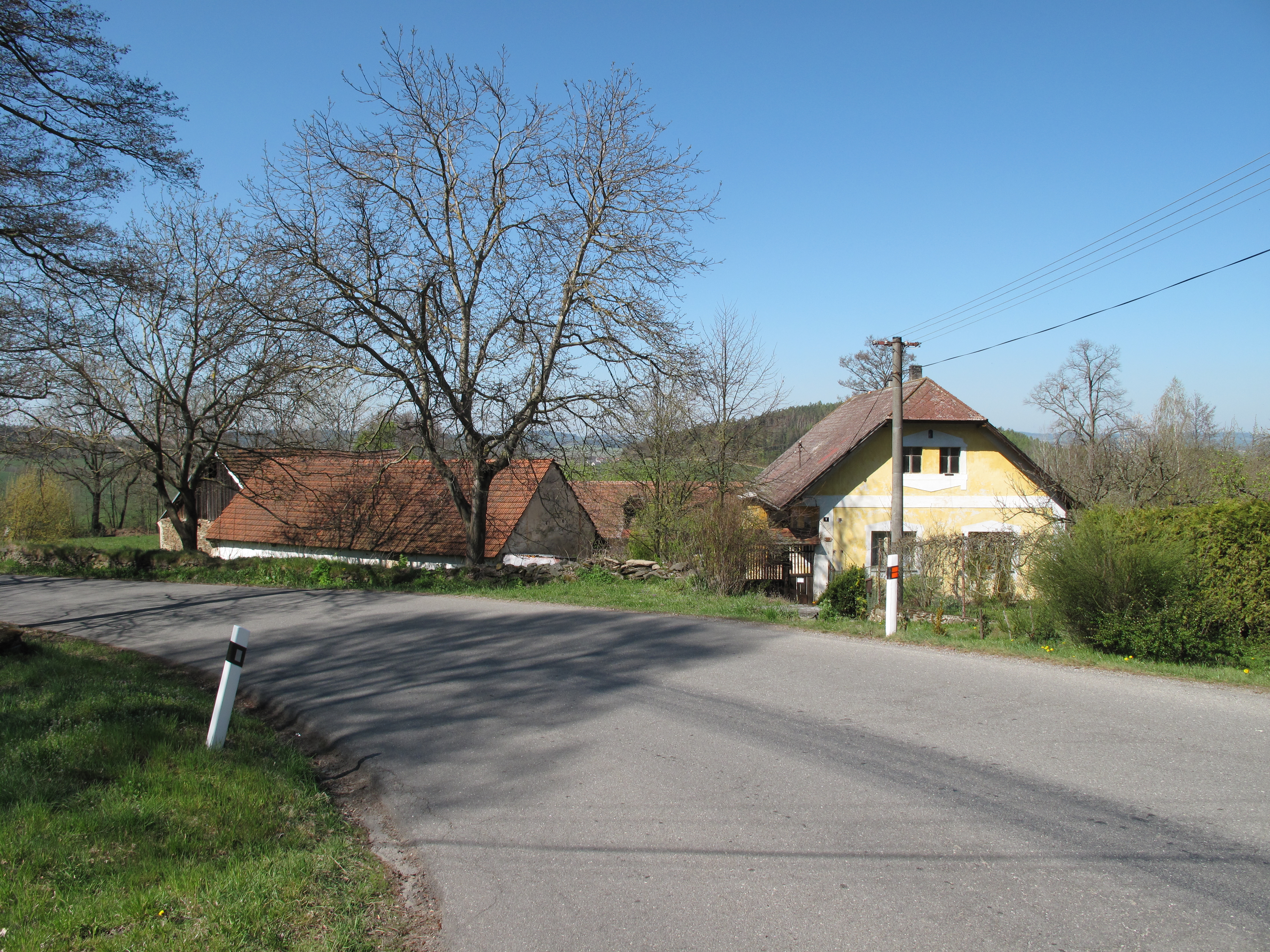
Chalupa
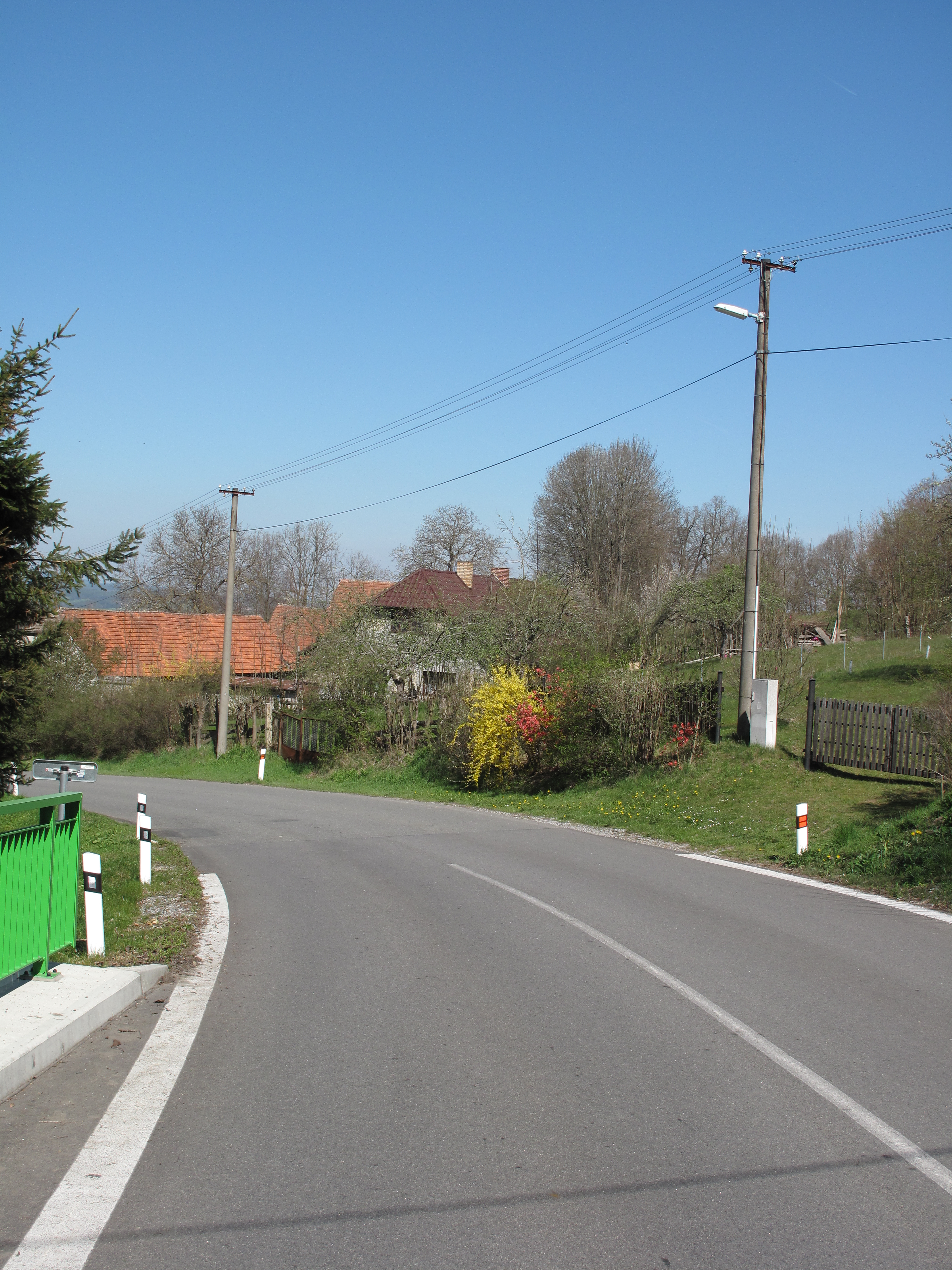
Silnice
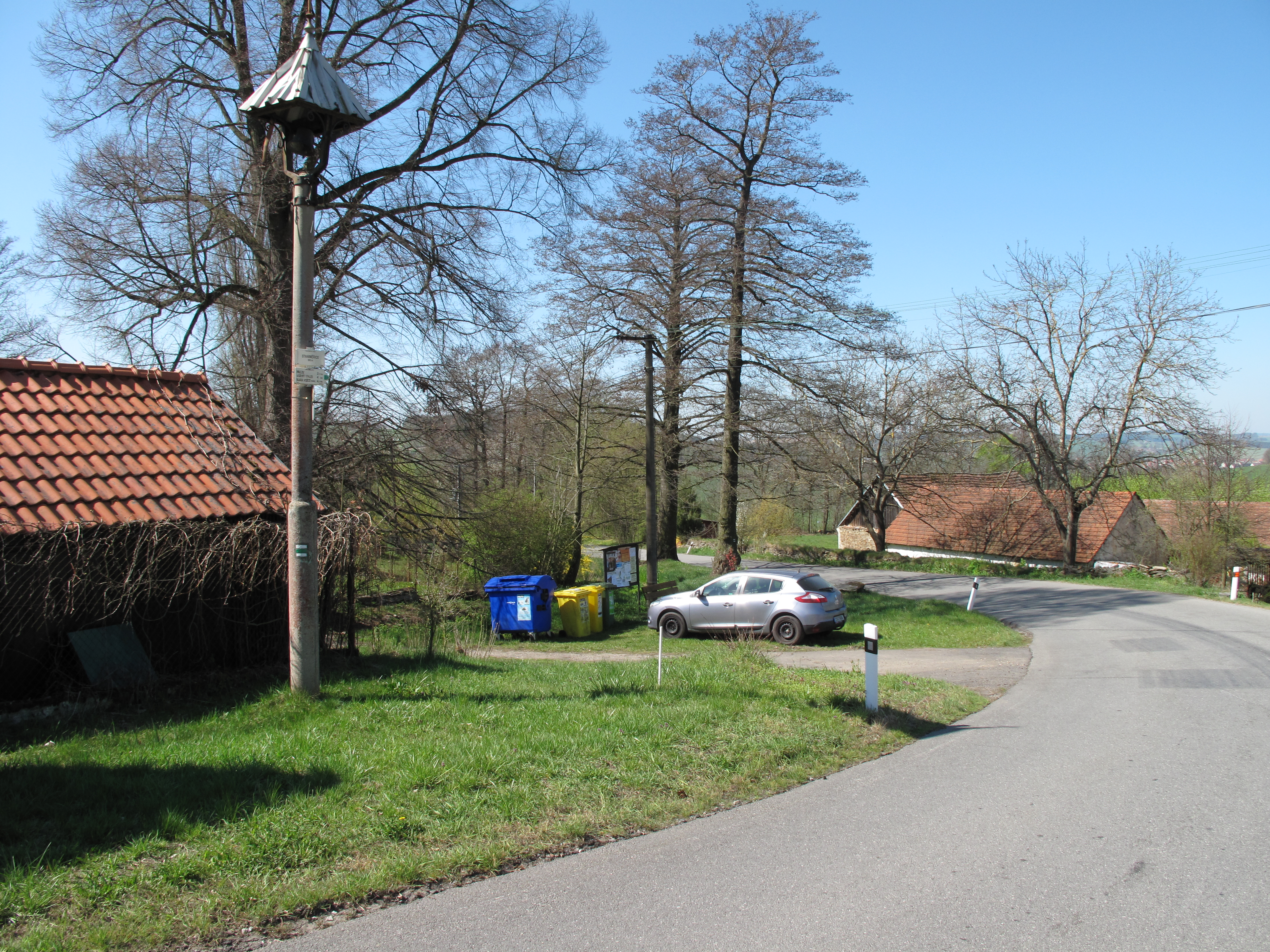
Zvonička